# Кончар, Джон
Джон Кончар (англ. John Konchar; род. 22 марта 1996, West Chicago, Иллинойс) — американский профессиональный баскетболист, выступающий в НБА за клуб «Мемфис Гриззлис».

## Профессиональная карьера

### Мемфис Гриззлис (2019—настоящее время)
После того, как Кончар не был выбран на драфте НБА 2019 года, он подписал двухсторонний контракт с «Мемфис Гриззлис». Кончар дебютировал в НБА 9 ноября 2019 года в матче против «Даллас Маверикс». 15 ноября 2019 года он получил растяжение икры и пропустил несколько недель. Походу своего первого сезона Кончар выступал также за фарм-клуб «Мемфиса» в Джи-Лиге «Мемфис Хастл».
22 ноября 2020 года «Мемфис» подписал с Кончаром новый четырёхлетний контракт. 11 мая 2021 года Кончар набрал максимальные в сезоне 18 очков, реализовав 7 из 10 бросков с игры и 2 из 4 с трехочковой линии, а также шесть подборов и три передачи за 26 минут игры в победе над «Даллас Маверикс» со счетом 133-104.
В финальной игре регулярного чемпионата «Гриззлис» 10 апреля 2022 года Кончар записал на свой счет первый в карьере трипл-дабл из 17 очков, 10 передач и 13 подборов в поражении от «Бостон Селтикс» со счетом 110-139.
7 июля 2022 года Кончар подписал с «Гриззлис» трехлетний контракт на 19 миллионов долларов. 18 ноября он набрал максимальные в карьере 19 очков, а также десять подборов и две передачи в победе над «Оклахома-Сити Тандер» со счетом 121:110.

## Статистика

### Статистика в НБА
| Сезон                                                                                    | Команда | Регулярный сезон | Регулярный сезон | Регулярный сезон | Регулярный сезон | Регулярный сезон | Регулярный сезон | Регулярный сезон | Регулярный сезон | Регулярный сезон | Регулярный сезон | Регулярный сезон | Серия плей-офф | Серия плей-офф | Серия плей-офф | Серия плей-офф | Серия плей-офф | Серия плей-офф | Серия плей-офф | Серия плей-офф | Серия плей-офф | Серия плей-офф | Серия плей-офф |
| Сезон                                                                                    | Команда | GP               | GS               | MPG              | FG%              | 3P%              | FT%              | RPG              | APG              | SPG              | BPG              | PPG              | GP             | GS             | MPG            | FG%            | 3P%            | FT%            | RPG            | APG            | SPG            | BPG            | PPG            |
| ---------------------------------------------------------------------------------------- | ------- | ---------------- | ---------------- | ---------------- | ---------------- | ---------------- | ---------------- | ---------------- | ---------------- | ---------------- | ---------------- | ---------------- | -------------- | -------------- | -------------- | -------------- | -------------- | -------------- | -------------- | -------------- | -------------- | -------------- | -------------- |
| 2019/20                                                                                  | Мемфис  | 19               | 0                | 9,5              | 64,9             | 50,0             | 50,0             | 2,5              | 1,2              | 0,4              | 0,2              | 2,8              | Не участвовал  | Не участвовал  | Не участвовал  | Не участвовал  | Не участвовал  | Не участвовал  | Не участвовал  | Не участвовал  | Не участвовал  | Не участвовал  | Не участвовал  |
| 2020/21                                                                                  | Мемфис  | 43               | 0                | 13,4             | 50,0             | 37,5             | 83,3             | 3,0              | 1,1              | 0,7              | 0,2              | 4,3              | 1              | 0              | 2,8            | 0,0            | 0,0            | -              | 1,0            | 0,0            | 0,0            | 1,0            | 0,0            |
| 2021/22                                                                                  | Мемфис  | 72               | 7                | 17,9             | 51,5             | 41,3             | 55,1             | 4,6              | 1,5              | 0,6              | 0,3              | 4,8              | 8              | 0              | 7,0            | 27,3           | 16,7           | 100,0          | 2,4            | 0,6            | 0,4            | 0,1            | 1,1            |
| 2022/23                                                                                  | Мемфис  | 72               | 23               | 20,7             | 43,1             | 33,9             | 77,8             | 4,3              | 1,4              | 1,1              | 0,3              | 5,1              | 5              | 0              | 9,7            | 22,2           | 0,0            | -              | 2,0            | 0,8            | 0,4            | 0,4            | 0,8            |
| 2023/24                                                                                  | Мемфис  | 55               | 23               | 21,3             | 42,3             | 31,7             | 84,0             | 4,7              | 2,0              | 0,9              | 0,9              | 4,3              | Не участвовал  | Не участвовал  | Не участвовал  | Не участвовал  | Не участвовал  | Не участвовал  | Не участвовал  | Не участвовал  | Не участвовал  | Не участвовал  | Не участвовал  |
|                                                                                          | Всего   | 261              | 53               | 18,1             | 47,0             | 36,0             | 71,8             | 4,1              | 1,5              | 0,8              | 0,4              | 4,5              | 14             | 0              | 7,7            | 23,8           | 9,1            | 100,0          | 2,1            | 0,6            | 0,4            | 0,3            | 0,9            |
| Наведите курсор мыши на аббревиатуры в заголовке таблицы, чтобы прочесть их расшифровку. |         |                  |                  |                  |                  |                  |                  |                  |                  |                  |                  |                  |                |                |                |                |                |                |                |                |                |                |                |

### Статистика в Джи-Лиге
| Сезон                                                                                    | Команда      | Регулярный сезон | Регулярный сезон | Регулярный сезон | Регулярный сезон | Регулярный сезон | Регулярный сезон | Регулярный сезон | Регулярный сезон | Регулярный сезон | Регулярный сезон | Регулярный сезон | Серия плей-офф | Серия плей-офф | Серия плей-офф | Серия плей-офф | Серия плей-офф | Серия плей-офф | Серия плей-офф | Серия плей-офф | Серия плей-офф | Серия плей-офф | Серия плей-офф |
| Сезон                                                                                    | Команда      | GP               | GS               | MPG              | FG%              | 3P%              | FT%              | RPG              | APG              | SPG              | BPG              | PPG              | GP             | GS             | MPG            | FG%            | 3P%            | FT%            | RPG            | APG            | SPG            | BPG            | PPG            |
| ---------------------------------------------------------------------------------------- | ------------ | ---------------- | ---------------- | ---------------- | ---------------- | ---------------- | ---------------- | ---------------- | ---------------- | ---------------- | ---------------- | ---------------- | -------------- | -------------- | -------------- | -------------- | -------------- | -------------- | -------------- | -------------- | -------------- | -------------- | -------------- |
| 2019/20                                                                                  | Мемфис Хастл | 20               | 20               | 29,1             | 56,5             | 33,3             | 68,2             | 8,3              | 4,1              | 1,8              | 0,7              | 12,2             | Не участвовал  | Не участвовал  | Не участвовал  | Не участвовал  | Не участвовал  | Не участвовал  | Не участвовал  | Не участвовал  | Не участвовал  | Не участвовал  | Не участвовал  |
|                                                                                          | Всего        | 20               | 20               | 29,1             | 56,5             | 33,3             | 68,2             | 8,3              | 4,1              | 1,8              | 0,7              | 12,2             | Не участвовал  | Не участвовал  | Не участвовал  | Не участвовал  | Не участвовал  | Не участвовал  | Не участвовал  | Не участвовал  | Не участвовал  | Не участвовал  | Не участвовал  |
| Наведите курсор мыши на аббревиатуры в заголовке таблицы, чтобы прочесть их расшифровку. |              |                  |                  |                  |                  |                  |                  |                  |                  |                  |                  |                  |                |                |                |                |                |                |                |                |                |                |                |

### Статистика в NCAA
| Сезон | Команда          | Conf   | Class | GP  | GS  | MPG  | FG%  | 3P%  | FT%  | RPG | APG | SPG | BPG | PPG  |
| --- | ---------------- | ------ | ----- | --- | --- | ---- | ---- | ---- | ---- | --- | --- | --- | --- | ---- |
| 2015/16 | Пердью Форт-Уэйн | Summit | FR    | 34  | 33  | 35,6 | 58,4 | 43,9 | 72,3 | 9,2 | 2,7 | 2,1 | 0,3 | 13,0 |
| 2016/17 | Пердью Форт-Уэйн | Summit | SO    | 33  | 33  | 34,9 | 63,7 | 51,7 | 68,9 | 8,7 | 3,8 | 1,7 | 0,5 | 14,9 |
| 2017/18 | Пердью Форт-Уэйн | Summit | JR    | 33  | 31  | 35,8 | 48,2 | 38,4 | 64,8 | 8,1 | 4,7 | 2,5 | 0,7 | 14,8 |
| 2018/19 | Пердью Форт-Уэйн | Summit | SR    | 33  | 33  | 34,3 | 54,6 | 38,1 | 71,3 | 8,5 | 5,4 | 2,0 | 0,9 | 19,5 |
| Всего | Всего            | Всего  | Всего | 133 | 130 | 35,2 | 55,6 | 41,6 | 69,7 | 8,6 | 4,2 | 2,0 | 0,6 | 15,5 |
| Наведите курсор мыши на аббревиатуры в заголовке таблицы, чтобы прочесть их расшифровку Статистика приведена с сайта sports-reference.com |                  |        |       |     |     |      |      |      |      |     |     |     |     |      |